# Evolució dels dinosaures
L'evolució dels dinosaures després del Triàsic segueix els canvis en la vegetació i en la situació dels continents. Al Triàsic superior i Juràssic inferior, els continents estaven units en una única massa terrestre anomenada Pangea, i hi havia una fauna global de dinosaures composta principalment de carnívors celofisoïdeus i herbívors prosauròpodes. Les plantes gimnospermes (particularment les coníferes), una font d'aliment potencial, radiaren a finals del Triàsic. Els prosauròpodes no tenien mecanismes sofisticats per processar l'aliment a la boca, de manera que devien utilitzar altres mitjans de fragmentar el menjar en un punt posterior del sistema digestiu. L'homogeneïtat general de les faunes de dinosaures continuà durant el Juràssic mitjà i superior, on la majoria d'indrets tenien predadors consistents en ceratosaures, espinosauroïdeus i carnosaures, i herbívors consistents en ornitisquis estegosaurians i grans sauròpodes. En són exemples la formació de Morrison d'Amèrica del Nord i els estrats de Tendaguru de Tanzània. Els dinosaures xinesos presentaven algunes diferències, amb teròpodes sinraptòrids especialitzats i sauròpodes de coll llarg inusuals com ara el mamentxisaure. Els ancilosaures i els ornitòpodes també esdevingueren més comuns, però els prosauròpodes s'extingiren. Els conífers i els pteridofitins eren les plantes més comunes. Els sauròpodes, igual que els prosauròpodes, no processaven l'aliment a la boca, però els ornitisquis començaren a desenvolupar diversos mètodes de processar el menjar a la boca, incloent-hi potencials òrgans semblants a galtes per mantenir l'aliment al menjar, i mocions de la mandíbula per moldre l'aliment. Un altre esdeveniment evolutiu de gran importància del Juràssic fou l'aparició dels ocells autèntics, descendents de celurosaures maniraptors.

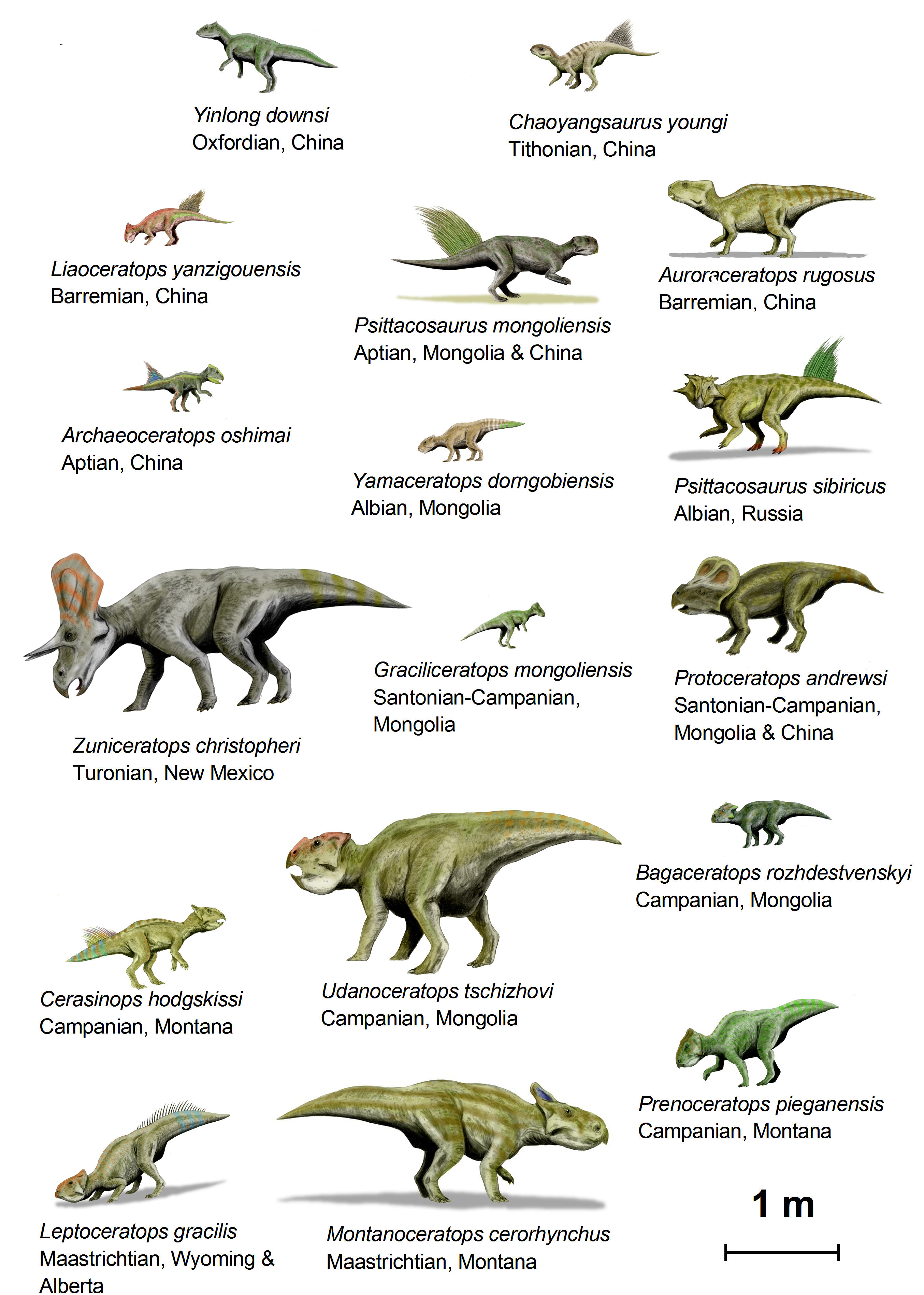
Una il·lustració de divuit espècies de ceratops basals a escala.

A principis del Cretaci, amb la fragmentació de Pangea, els dinosaures començaren a diferir significativament d'una massa terrestre a l'altra. La primera part d'aquest període veié l'expansió dels ancilosaures, iguanodonts i braquiosàurids a Europa, Amèrica del Nord i el nord d'Àfrica. Més endavant, aquests dinosaures foren complementats o substituïts a Àfrica per grans teròpodes espinosàurids i carcarodontosàurids, i sauròpodes rebbachisàurids i titanosaures, que també vivien a Amèrica del Sud. A Àsia, celurosaures maniraptors com ara els dromeosàurids, troodòntids i oviraptosaures esdevingueren els teròpodes més comuns, i els ancilosàurids i ceratops primitius com el psitacosaure esdevingueren herbívors importants. Mentrestant, Austràlia albergava una fauna d'ancilosaures basals, hipsilofodonts i iguanodonts. Sembla que els estegosaures s'extingiren en algun moment a finals del Cretaci inferior o principis del Cretaci superior. Un canvi significatiu del Cretaci inferior, que seria amplificat al Cretaci superior, fou l'evolució de plantes amb flor. Al mateix temps, diversos grups de dinosaures herbívors desenvoluparen maneres més sofisticades de processar l'aliment a la boca. Els ceratops desenvoluparen un mètode de tallar amb les dents apilades les unes sobre les altres en bateris, i els iguanodonts refinaren un mètode de moldre el menjar amb bateries de dents, portat a l'extrem en els hadrosàurids. Alguns sauròpodes també desenvoluparen bateries de dents, exemplificades clarament pel rebbachisàurid Nigersaurus.
Al Cretaci superior hi havia tres faunes de dinosaures generals. Als continents septentrionals d'Amèrica del Nord i Euràsia els teròpodes més importants eren els tiranosàurids i diversos tipus de teròpodes maniraptors més petits, amb un conjunt herbívor predominantment ornitisqui amb hadrosàurids, ceratopsis, anquilosùrids i paquicefalosaures. Als continents meridionals que formaven el supercontinent en procés de fragmentació Gondwana, els abelisàurids eren els teròpodes més comuns, i els sauròpodes titanosaurians els herbívors més habituals. Finalment, a Europa, els dromeosàurids, iguanodonts rabdodòntids, ancilosaures nodosàurids, i sauròpodes titanosaurians eren prevalents. Les plantes amb flor estaven tenint una gran radiació, amb l'aparició de les primeres poàcies a finals del Cretaci. Els hadrosàurids amb dents moledores i els ceratops amb dents talladores es diversificaren molt a Amèrica del Nord i Euràsia. Els teròpodes també passaven una radiació com a herbívors o omnívors, esdevenint comuns els terizinosaures i ornitomimosaures.
L'extinció del Cretaci-Paleogen, que tingué lloc fa aproximadament 65 milions d'anys a finals del període Cretaci, causà l'extinció de tots els dinosaures tret dels ocells. Alguns altres grups de diàpsids, com ara els crocodilis, llangardaixos, serps, esfenodonts i coristoders, també sobrevisqueren a aquesta extinció (tot i que aquests últims s'extingirien a principis del Miocè).